# 鷲の巣キャンプ場
鷲の巣キャンプ場（わしのすキャンプじょう）は、栃木県芳賀郡茂木町にあるキャンプ場。

## 概要
那珂川を見下ろす標高120mの山の高台にある。

## 所在地
- 〒321-3561 栃木県芳賀郡茂木町後郷1322

## 主な施設
以下の施設が整備されている。
- オートキャンプ場　全24サイト　AC電源・かまど・御影石テーブル・車横付
- フリーサイト　全46サイト芝生　車横付
- キャビン　8棟 車横付・かまど・御影石テーブル・テレビ・冷暖房完備・冷蔵庫・食器・バス・トイレ付
- バンガロー　2棟 AC電源付
- 共同設備 炊事場・かまど棟・ウォシュレットトイレ完備・受付管理棟・電子レンジ・温水シャワー（コイン）

## 交通アクセス
- 真岡鐵道真岡線の茂木駅から車で11分

## 周辺
- 那珂川
- 茂木町浄水場